# Кокколиты

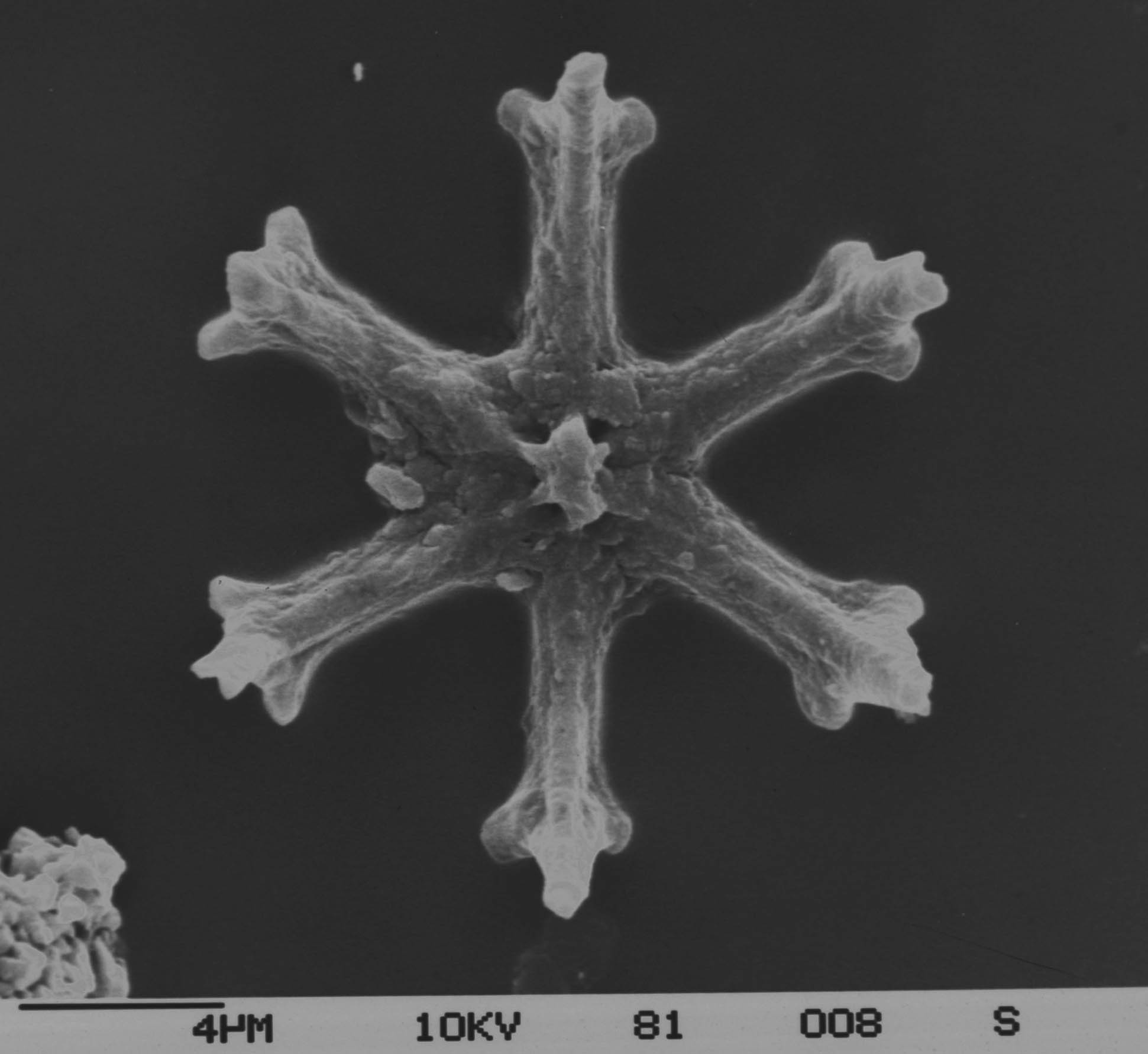
Кокколит ископаемого вида гаптофитовых водорослей Discoaster surculus, датируемый палеогеном, под электронным микроскопом

Кокколиты — ажурные известковые пластинки на поверхности клетки одноклеточных планктонных водорослей кокколитофорид.

## Описание и история изучения
Кокколиты хорошо сохраняются в ископаемом состоянии и широко используются в стратиграфии (для корреляции отложений и установления относительного возраста осадочных пород). Имеют размер, не превышающий десятка микрометров и встречаются в колонках осадочных отложений.
Кокколиты первоначально были обнаружены в мелу с острова Рюген Х.Г. Эренбергом в 1836 году, который, однако, полагал, что они имеют неорганическую природу и называл «морфолитами». При изучении донных отложений, производившемся в месте прокладки трансатлантического телеграфного кабеля Т. Г. Гексли выявил подобные же образования, назвал кокколитами, но также счёл неорганическими. В 1861 году Дж. Ч. Уоллич и Г. К. Сорби обнаружили кокколиты, объединённые в более крупные объекты — коккосферы, а через четыре года Уоллич объявил о находке живых коккосфер в океанических водах. Ранние исследования ископаемых кокколитов проводил А.Д. Архангельский в 1912 году. С начала XX века кокколиты изучались и систематизировались с помощью оптического микроскопа. Их часто доставляли экспедиции в различные районы Мирового океана. Роль кокколитов в стратиграфии стала ясна к середине 1950-х гг., тогда же началось использование для их изучения электронного микроскопа, ещё через 10 лет — сканирующего электронного микроскопа. Таким образом было получено много данных о их строении и описано множество видов.